# Castelo Eden
O Castelo Eden (em inglês:  Eden Castle) é um castelo do século XVI ou XVII atualmente em ruínas localizado em King Edward, Aberdeenshire, Escócia.

## História
Construído entre os períodos de 1542 e 1700. No século XVI, as terras pertenciam à família Meldrum, onde o castelo foi construído. Em 1676-7 o castelo sofreu grandes reparações por George Leslie, a quem depois pertenceu. A data está gravada em diversas partes do castelo.
Atualmente a estrutura está muito danificada, bem como os restantes anexos no lado norte foram demolidos.
Encontra-se classificado na categoria "B" do "listed building" desde 24 de novembro de 1972.